# Куракино (Волгоградская область)
Куракино — упразднённое в 1954 году село  Медведицкого района Сталинградской области РСФСР СССР. Ныне квартал Куракино города Жирновск в Жирновском районе Волгоградской области России.

## География
Правобережная часть Жирновска; расположена на правом берегу реки Медведица (бассейн Дона).

## История
Возникло как имение князя Куракина
8 мая 1950 года село, как и весь Жирновский сельсовет, были переданы в состав Медведицкого района.
3 июня 1954 года село Жирное преобразовано в посёлок городского типа Жирновский, в состав которого были включены село Куракино и посёлок Нефтяников.

## Инфраструктура
Личное подсобное хозяйство с зоной сельскохозяйственного использования, индивидуальная застройка усадебного типа.

## Транспорт
Автобусное сообщение с центром города.